# Castell del Brull
El Castell del Brull es troba a El Brull (Osona), tot i que originàriament formava part del terme de Seva, del qual després va ser el centre jurisdiccional. Va ser domini dels comtes de Barcelona i possessió dels vescomtes d'Osona-Cardona. Ha estat declarat Bé Cultural d'Interès Nacional.

## Història del conjunt
Durant la segona meitat del s. XII va ser motiu d'un conflicte que es va produir entre el vescomte Guillem Ramon i el senescal Guillem Ramon I de Montcada a qui havia empenyorat el castell per dos mil morabatins. Aquest darrer retenia el castell perquè el vescomte no li tornava els diners.
El vescomte va organitzar una cavalcada, fet que va provocar la intervenció del rei, ja que aquell es prenia la justícia lliurement. De tota manera, Guillem Ramon de Montcada va recuperar el castell, i davant dels fets consumats sembla que el rei no va fer res.
Durant el s. XIII va haver-hi diferents pactes feudals dels senyors de la domus d'Esparreguera i de la fortalesa del Puig de Terrades, les dues dins el terme del castell del Brull, en els quals, a canvi de defensa es comprometien a no atacar mai els vescomtes de Cardona. El 1265, el vescomte Ramon de Cardona va vendre la baronia del Brull al bisbe de Vic i fins que no van desaparèixer els senyorius jurisdiccionals va seguir formant part de la baronia d'aquest bisbat.

## Les restes

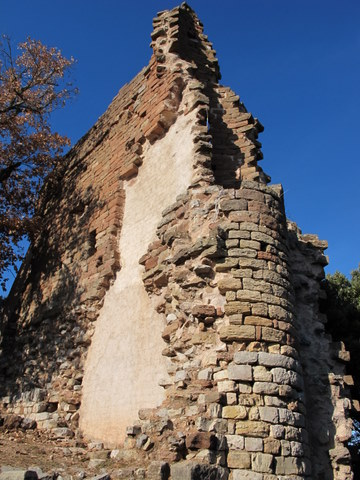
Castell del Brull, restes d'una torre

Queden poques restes d'aquest castell, molt important en el seu moment. Sembla que tenia planta pentagonal, apuntada al sud. Era reforçada a les cantonades amb torres de planta circular i una altra torre al centre del mur nord.
De fet el que s'ha conservat és l'angle nord-est de la fortificació on és visible una torre, d'un metre d'amplada, que va quedar recoberta per una altra torre construïda posteriorment quan es va reforçar la fortificació. Es pot distingir el parament més antic, fet de carreus de calcària ben tallats, del més modern que el recobrí, fet amb pedra sorrenca vermella, de mides més grosses.
Aquestes dues etapes constructives es daten entre els segles xii i xiii. També ha subsistit un fragment del mur nord amb una finestra molt malmesa.

## Santa Maria del Brull
Com passà amb el castell, l'església de Santa Maria del Brull, encara que ja és documentada el 1018, a mitjan s.XI, entre el 1048 i el 1060, se’n va construir una de nova. Ha estat sempre l'església parroquial del lloc. La va consagrar Guillem de Balsareny, bisbe de Vic. A més de sant Martí, sant Miquel i sant Joan també tenien un altar a les absidioles, actualment desaparegudes, situades a banda i banda de l'absis. A partir del s. XIV, es va fer un altar dedicat a Santa Maria. Entre els ss. XVI i XVIII es van fer moltes reformes, sobretot a l'interior, es va obrir el portal de ponent i es va aixecar el campanar.
S'hi arriba per la carretera BV-5301 des de la població de Seva, en direcció al poble del Montseny, després de fer 4 km.